# إليوت سادلر
إليوت سادلر (بالإنجليزية: Elliott Sadler)‏ هو سائق سيارة سباق أمريكي، ولد في 30 أبريل 1975 في إمبوريا في الولايات المتحدة.

## وصلات خارجية
- إليوت سادلر على موقع Racing-Reference.info (الإنجليزية)
- إليوت سادلر على موقع DriverDB.com (الإنجليزية)